# Eritruloza
-Eritruloza (eritruloza) je tetrozni ugljeni hidrat sa hemijskom formulom 48O4.
Eritruloza je prirodni keto-šećer koji reaguje sa aminokiselinama u keratinu, proteinu na spoljašnjem mrtvom površinskom sloju kože (stratum corneum sloju pokožice). Ova netoksična reakcija proizvodi privremeno potamnjivanje kože slično Mailardovovoj reakciji. To nije mrlja ili boja, nego hemijska reakcija koja proizvodi promenu boje tretirane kože. Reakcija je slična reakciji potamnjivanja do koje dolazi kad se odsečeni režanj jabuke izloži vazduhu.

## Literatura
- Lindhorst, Thisbe K. (2007). Essentials of Carbohydrate Chemistry and Biochemistry (1. изд.). Wiley-VCH. ISBN 978-3-527-31528-4.
- Robyt, John F. (1997). Essentials of Carbohydrate Chemistry (1. изд.). Springer. ISBN 978-0-387-94951-2.